# プロシスタス
株式会社プロシスタスは、わらべや日洋ホールディングスの子会社。本社は東京都新宿区にあった。
「中食」のエンジニアリングカンパニーとして、国内外の食品工場の建設・設計・施工管理から、食品関連設備の開発・販売、アフターメンテナンスまで、ソフトとハードの両面でサービスを提供していた。
世界で初めて加圧式による業務用単釜炊飯設備を実現。自社製の業務用炊飯設備は、主にわらべや日洋の工場へ納入している外、グループ会社以外にも販売していた。

## 沿革
- 1979年（昭和54年）- 東京都小平市にて日洋設備機器株式会社として設立。
- 1989年（平成元年）- 商号を株式会社東京フードシステムに変更。
- 1991年（平成3年）- 東京都東村山市栄町に本社を移転。
- 1995年（平成7年）- 大阪市淀川区に大阪営業所開設
- 2000年（平成12年）- 東京都東村山市久米川町に本社を移転。
- 2004年（平成16年）- 大阪営業所を大阪市淀川区西中島に移転。
- 2005年（平成17年）- 札幌市白石区に札幌営業所開設。
- 2009年（平成21年）- 商号を株式会社プロシスタスに変更。一級建築士事務所として事業拡大。
- 2012年（平成24年）- 札幌市白石区内にて札幌営業所移転。
- 2016年（平成28年）- 宮城県仙台市青葉区に仙台営業所を開設。同日付にて札幌営業所を閉鎖。
- 2020年（令和2年）- 東京都新宿区富久町に本社を移転。
- 2021年（令和3年）- わらべや日洋ホールディングスビル（東京都新宿区富久町）に本社を移転。
- 2023年1月27日（令和5年）- コロナウイルスの影響の長期化に伴い、設備需要の減少や、機械部品の調達が困難な状況の影響などにより、収益が悪化し、今後の業績回復の見通しが不透明であることから、事業撤退を行うことを発表。(なお、新規での営業終了は2023年1月27日、事業撤退の完了日は2024年2月29日を予定)

## 株式会社プロシスタス
- 本社 - 東京都新宿区
- 大阪営業所 - 大阪府大阪市

## その他関連会社
- わらべや日洋ホールディングス - 東京都新宿区
- わらべや日洋食品 - 東京都新宿区
- わらべや日洋インターナショナル - 東京都新宿区
- わらべやデリカ - 東京都新宿区
- 日洋 - 東京都新宿区
- 日洋フレッシュ - 東京都新宿区
- ベストランス - 東京都東大和市
- サンフーズ横倉 - 新潟県小千谷市